# 駐聖座外交機構列表

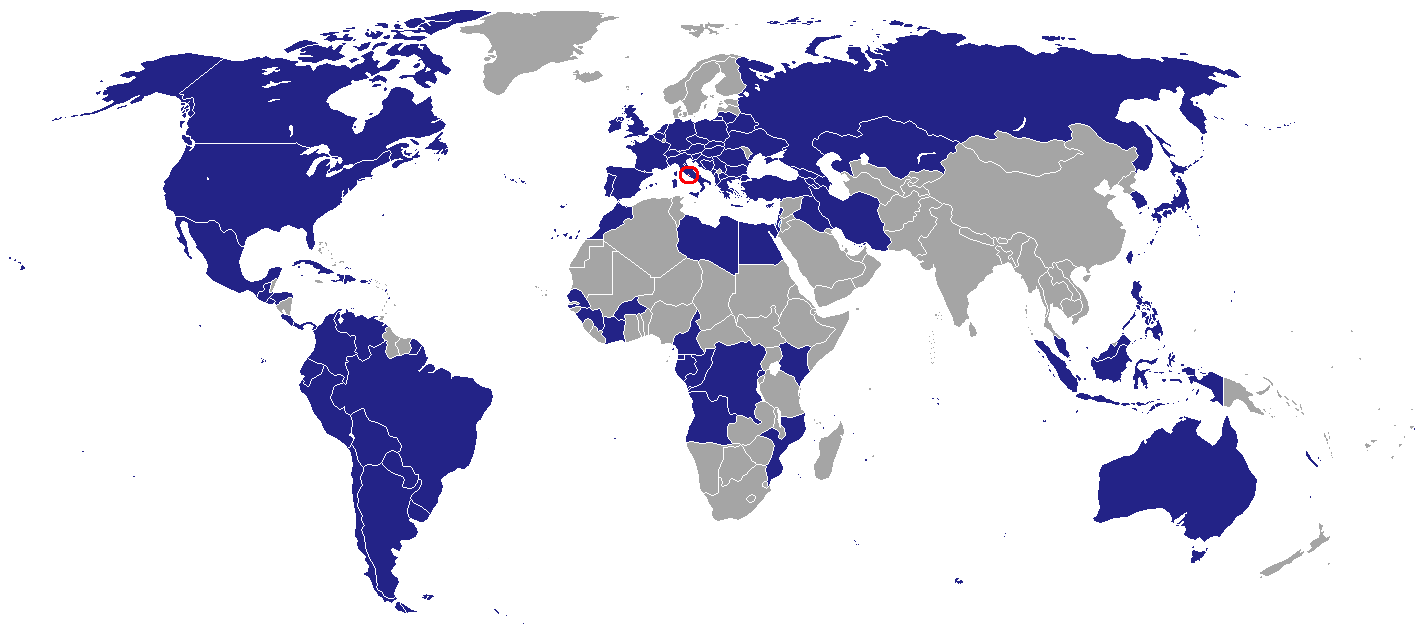
常設駐聖座大使館的國家一覽
聖座
在羅馬常設駐聖座大使館的國家

駐聖座外交機構列表為各國駐聖座的外交機構列表，包含大使館及代表處等。目前有87國設有駐聖座大使館。聖座所統治的梵蒂岡城國是世界領土面積最小的國家，在該地常駐任何外交機構是不切實際的。因此，所有駐聖座大使館皆位於罗马，使得梵蒂岡城國成為世上唯二沒有任何外國大使館設立於其領土的國家（另一個是列支敦士登）。這造成義大利駐聖座大使館設立於自己國家領土上的情形。這也表示中華民國駐教廷大使館設立在並不承認中華民國的義大利領土上。
駐聖座大使館通常不設立領事機構，並允許其設立在羅馬（或其他地方）的另一個大使館或領事館向梵蒂冈护照持有人提供服務。

## 駐於罗马的大使館
- 阿尔巴尼亚
- 安哥拉
- 阿根廷
- 亞美尼亞
- 奥地利
- 比利时
- 玻利维亚
- 巴西
- 保加利亚
- 布吉納法索
- 喀麦隆
- 加拿大
- 智利
- 中華民國（臺灣）（大使館）
- 哥伦比亚
- 刚果民主共和国
- 古巴
- 賽普勒斯
- 捷克
- 埃及
- 薩爾瓦多
- 赤道几内亚
- 芬兰
- 法國
- 加彭
- 德国
- 希腊
- 海地
- 匈牙利
- 印度尼西亞
- 伊朗
- 伊拉克
- 爱尔兰
- 以色列
- 義大利
- 日本
- 黎巴嫩
- 利比亞
- 立陶宛
- 盧森堡
- 马来西亚
- 墨西哥
- 摩納哥
- 蒙特內哥羅
- 摩洛哥
- 荷蘭
- 奈及利亞
- 北馬其頓
- 巴勒斯坦
- 巴拿马
- 巴拉圭
- 秘魯
- 菲律賓
- 波蘭
- 葡萄牙
- 羅馬尼亞
- 俄羅斯
- 圣马力诺
- 塞内加尔
- 塞爾維亞
- 斯洛伐克
- 斯洛維尼亞
- 南非
- 馬爾他騎士團
- 西班牙
- 东帝汶
- 土耳其
- 乌克兰
- 英国
- 美国
- 乌拉圭
- 委內瑞拉

## 非常任大使館

### 位於柏林
- 几内亚
- 牙买加
- 賴索托
- 马拉维
- 莫桑比克
- 纳米比亚
- 尼泊尔
- 尼日尔
- 坦桑尼亚
- 乌干达
- 葉門

### 位於巴黎
- 巴林
- 刚果共和国
- 衣索比亞
- 约旦
- 马达加斯加
- 毛里塔尼亚
- 圣卢西亚
- 苏丹
- 辛巴威

### 位於瑞士
- 阿尔及利亚（日内瓦）
- （日内瓦）
- 印度（伯尔尼）
- （伯尔尼）
- 科威特（伯尔尼）
- 蒙古国（日内瓦）
- 挪威（伯尔尼）
- 巴基斯坦（伯尔尼）
- 卢旺达（日内瓦）
- 斯里蘭卡（日内瓦）
- 叙利亚（日内瓦）
- 泰國（伯尔尼）
- 突尼西亞（伯尔尼）
- （日内瓦）

### 位於伦敦
- 白俄羅斯
- 斐济
- 格瑞那達
- 利比里亚
- 模里西斯
- 尚比亞

### 位於布鲁塞尔
- 丹麦
- 馬爾地夫
- 塞舌尔
- 多哥
- 千里達及托巴哥

### 位於其他地方
- 安道尔（安道尔城）
- 安地卡及巴布達（圣约翰）
- 巴哈马（拿骚）
- （斯德哥尔摩）
- （里斯本）
- （吉布地市）
- 多米尼克（羅索）
- 爱沙尼亚（塔林）
- 冰島（雷克雅維克）
- 拉脫維亞（里加）
- 列支敦斯登（瓦都茲）[3]
- 馬爾他（瓦莱塔）
- 摩尔多瓦（布拉格）
- 緬甸（維也納）
- 新西兰（马德里）
- （萨格勒布）
- 新加坡（新加坡）
- 苏里南（海牙）
- 瑞典（斯德哥尔摩）
- 瑞士（卢布尔雅那）
- 阿联酋（马德里）

## 非常駐代表辦公室
- 欧盟（罗马，联合国代表團）

## 外部連結
- Ministry of Foreign Affairs to the Holy See （页面存档备份，存于）